# Stanisława Groblewska

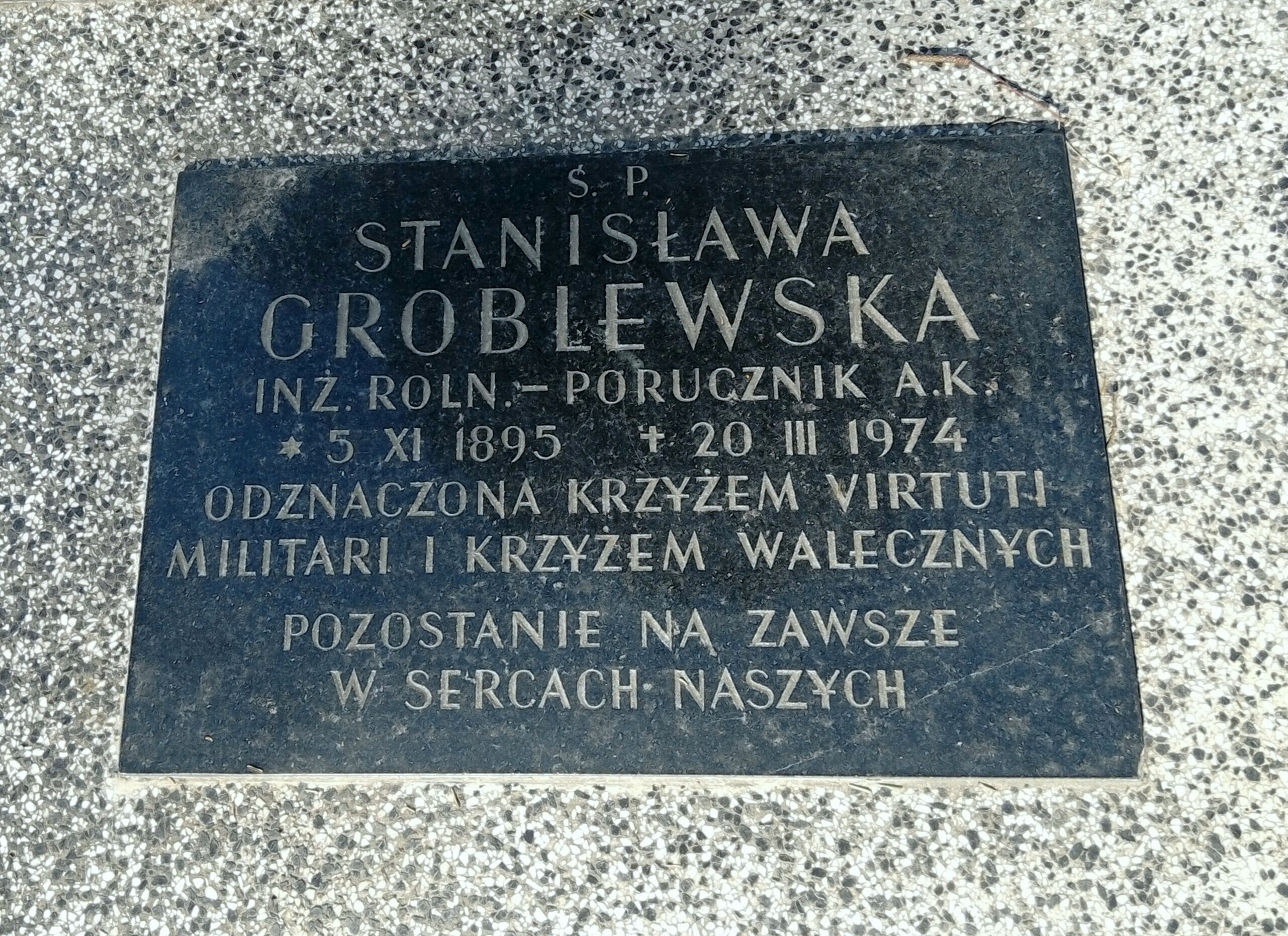
Tablica nagrobka, cmentarz Rakowicki w Krakowie

Stanisława Groblewska ps. „Joanna”, „Monika”, „Olgierd” (ur. 5 listopada 1895 w majątku Bystrzyca Szymbarska, zm. 20 marca 1974 w Krakowie) – polska tenisistka, mistrzyni Polski w deblu w latach 1927 i 1928, porucznik AK, pracownik naukowy Instytutu Zootechniki.

## Życiorys
Urodziła się 5 listopada 1895 w majątku Bystrzyca Szymbarska na terenie Szymbarku k/Gorlic, córka Henryka i Anny Groblewskich. Ukończyła Gimnazjum, w 1913 roku, zdała egzamin dojrzałości w Liceum Żeńskim Wiktorii Niedziałkowskiej we Lwowie, a następnie ukończyła pomaturalną Szkołę Rolniczo-Gospodarską we Lwowie.

### Tenis ziemny
W czasie nauki we Lwowie zaczęła grać w tenisa ziemnego. Kilkakrotnie była mistrzynią Lwowa, a w 1927 należała do grona najlepszych tenisistek, zajęła V miejsce w rankingu dziennika sportowego „Start”. W tym samym roku na Mistrzostwach Polski w Krakowie w grze podwójnej kobiet Groblewska z partnerką Jadwigą Jedrzejowską zdobyły Mistrzostwo Polski.
Ponownie została Mistrzynią Polski w Katowicach w 1928 w deblu, grając w parze z Jędrzejowską. W 1929 startowała na Mistrzostwach Polski w Poznaniu, w parze z Orzechowską (przegrały w finale) oraz na Mistrzostwach Jugosławii w Crikvenicy. Wicemistrzostwo Polski zdobyła w 1932 w parze z Adą Pozowską. Stanisława była zawodniczką Lwowskiego Klubu Tenisowego.
W latach późniejszych brała udział w turniejach tenisowych, jednak nie odnosiła większych sukcesów ze względu na obowiązki związane z zarządzaniem gospodarstwem rolnym.

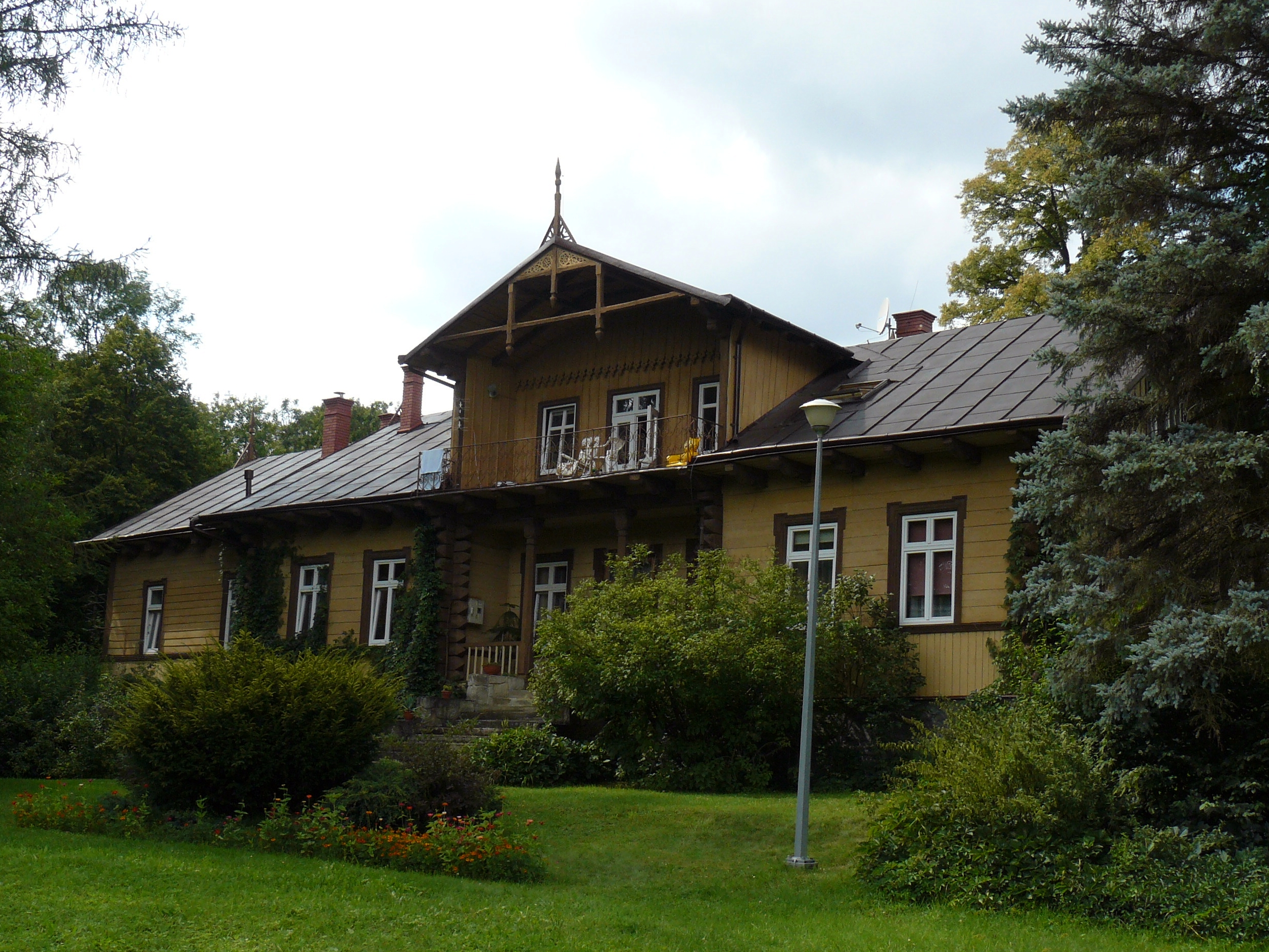
Dwór Groblewskich w Bystrzycy Szymbarskiej (Szymbark k/Gorlic)

### Gospodarstwo rolne
Po śmierci ojca w 1927 przejęła 50-hektarowy majątek ziemski w Szymbarku. Gospodarstwo po ojcu przekształciła w specjalistyczne gospodarstwo hodowli bydła rasowego i owiec.
W latach 1930–1939 dwór Stanisławy Groblewskiej stał się miejscem wypoczynku znanego polskiego pisarza i malarza Zygmunta Haupta.

### Działalność konspiracyjna
We wrześniu 1939 rodzina Groblewskich zajęła się przerzutem polskich oficerów oraz cywilów przez granicę słowacką, a później razem z rodziną Stanisława Zgórniaka ps. „Górski” z Gorlic utworzyli trasy przerzutowe o kryptonimie „Z-G”. Jedna trasa wiodła z Gorlic przez Gładyszów na Słowację, druga przez Uście Ruskie do Wysowej, stamtąd przez granicę na Słowację, Węgry do Francji. Początkiem grudnia 1939 dwór Groblewskiej był siedzibą Komendy Obwodu Gorlice ZWZ. Zatrudniony w gospodarstwie jako leśniczy rtm. Marian Waldeck ps. „Kątski” był komendantem gorlickiego Obwodu Związku Walki Zbrojnej. W styczniu 1940r. dworku Groblewskich odbywały się spotkania organizacyjne w których uczestniczył mjr. Franciszek Żak.
Stanisława ps. „Joanna” pełniła funkcję adiutantki komendanta oraz łączniczki. W działalność konspiracyjną zaangażowana była także jej rodzina, syn Janusz ps. „Szczęsny”, mąż Karol oraz siostra Maria ps. „Maria”.
W lipcu 1941 Gestapo aresztowało komendanta rtm. Mariana Waldeckiego i kilka osób ze sztabu Obwodu Gorlickiego. Stanisława mimo zagrożenia aresztowaniem, podjęła się utrzymania kontaktów z terenowymi placówkami i utrzymania łączności ze sztabem Komendy Okręgu AK w Krakowie, tymczasowo pełniła funkcję komendanta do czasu wyznaczenia nowego komendanta.
We wrześniu 1941 dowództwo AK wyznaczyło nowego komendanta Obwodu Gorlickiego Armii Krajowej kapitana artylerii Władysława Bandrowskiego ps. „Zbych”, a Groblewskiej powierzono zadanie prowadzenia wywiadu wojskowego i gospodarczego. Zmieniła pseudonim na „Monika”. Na odprawie w dowództwie AK w Krakowie dostała polecenie nawiązania kontaktów z Niemcami w celach wywiadowczych, a znajomość języka niemieckiego ułatwiała jej zdobywanie ważnych informacji. We wrześniu 1942 doszło do dekonspiracji w wyższym szczeblu dowodzenia, mimo ostrzeżeń wysyłanych przez Groblewską i inspektorat, Gestapo aresztowało komendanta Bandrowskiego i jego zastępcę. Stanisława zagrożona aresztowaniem wyjechała do Kunic koło Gdowa, gdzie ukrywała się do kwietnia 1943. Po powrocie do Bystrzycy wznowiła kontakty i działalność konspiracyjną, zmieniła pseudonim na „Olgierd”. 4 listopada 1943 otrzymała wiadomość z Krakowa, w której została poproszona o zabranie zbiega z obozu Stalagu VIII B w Lamsdorf, jeńca wojennego. Pojechała osobiście do Krakowa zaprzęgiem konnym, przywiozła Brytyjczyka przebranego w cywilne ubranie jako woźnicę – niemowę. Zbiegiem był Walijczyk, Frederick Sheady. Ukrywany był w dworze Groblewskich od 9 listopada 1943, a 24 lutego 1944 został przekazany pod opiekę oddziału partyzanckiego „Żbik” Armii Krajowej. Wiosną 1944 Stanisława zajmowała się zaopatrzeniem w organizacji „Uprawa”, pozyskiwała od właścicieli majątków ziemskich żywność dla oddziałów partyzanckich oraz przewoziła broń i uzbrojenie. Pod koniec 1944 zagrożona aresztowaniem przez Gorlickie Gestapo opuściła Bystrzycę Szymbarską, ukrywała się w Sidzinie koło Krakowa.

### Lata powojenne
Majątek w Bystrzycy Szymbarskiej po wojnie został rozparcelowany, a Stanisława jako członek Armii Krajowej w latach 1945–1966 była pod obserwacją Służby Bezpieczeństwa PRL. Groblewscy po konfiskacie majątku zamieszkali w Krakowie, a Stanisława pracowała w Instytucie Zootechniki w Krakowie jako pracownik naukowy, gdzie zdobyła tytuł inżyniera zootechniki.
Po wojnie była członkinią organizacji kombatanckiej ZBoWiD w Krakowie, gdzie działała w sekcji historycznej.
Zmarła w Krakowie 20 marca 1974, została pochowana na cmentarzu Rakowickim w Krakowie.

## Ordery i odznaczenia
- Krzyż Virtuti Militari
- Krzyż Walecznych
- Krzyż Armii Krajowej
- Złoty Krzyż Zasługi z Mieczami
- Srebrny Krzyż Zasługi z Mieczami

## Upamiętnienie
W 1993 roku Technikum Rolnicze i Zasadnicza Szkoła Rolnicza w Bystrej przyjęło imię Stanisławy Groblewskiej.